# Kromatično število
Kromatično število (ali barvnost) grafa G je v teoriji grafov najmanjše število k, za katerega je G k-pobarvljiv, oziroma je najmanjše število barv, s katerimi je mogoče pobarvati graf G po točkah tako, da imajo pari točk poljubne povezave različne barve. Običajno se označuje kot {\displaystyle \chi (G)\!\,}.
- Kromatično število vsakega polnega grafa {\displaystyle K_{n}\!\,} pri {\displaystyle n\geq 2\!\,} je {\displaystyle n\!\,}. Na sliki polni graf {\displaystyle K_{12}\!\,}
- Kromatično število hiperkockinega grafa je 2
- Kromatično število Desarguesovega grafa je 2
- Kromatično število Ljubljanskega grafa je 2
- Kromatično število Fruchtovega grafa je 3
- Kromatično število Biggs-Smithovega grafa je 3
- Kromatično število Higman-Simsovega grafa je 6